# Daniel Bursch
Daniel Wheeler Bursch (* 25. červenec 1957 Bristol) je americký astronaut, který absolvoval čtyři lety na oběžnou dráhu Země a půl roku pracoval na kosmické stanici ISS. Byl v pořadí 299. člověk ve vesmíru a v kosmu strávil celkem 226 dní. V roce 2002 dvakrát vystoupil ve skafandru vně stanice (tzv. výstup EVA). Používá přezdívku Dan.

## Životopis
Středoškolské studium zakončil na Vestal Senior High School v roce 1975 a nastoupil na US Naval Academy. Obor fyziky absolvoval roku 1979, pokračoval pak po letech na stejné škole postgraduálním studiem zdárně ukončeném roku 1991. Mimo to v roce 1984 absolvoval školu a výcvik testovacích vojenských pilotů, když již předtím působil i jako letec bombardovacích letadel. Pak v armádě působil jako instruktážní pilot na základně Patuxent River. V roce 1987 se stal operačním důstojníkem letectva a 17. ledna 1990 se zapojil do NASA. Absolvoval nezbytný výcvik k Houstonu a v letech 1993 až 2002 byl čtyřikrát ve vesmíru. Je ženatý a má několik dětí.

## Lety do vesmíru
Poprvé letěl v září 1993, kdy mu bylo 36 let, v raketoplánu Discovery. Jednalo se o misi STS-51, posádka byla pětičlenná a během 10denního letu vypustila dvě družice, telekomunikační ACTS, vědeckou Astro-SPAS. Start i přistání byly z kosmodromu na Mysu Canaveral, Florida. Mise byla katalogizována v COSPAR pod označením 1993-058A.
Další lety absolvoval v raketoplánu Endeavour. Už rok po prvním svém letu startoval z Mysu Canaveral na oběžnou dráhu Země znovu, tentokrát se jednalo o misi STS-68, katalogizovanou v COSPAR 1994-062A s šestičlennou posádkou. Jedenáctidenní program byl zaměřen na ekologii Země. Přistání bylo na kalifornské základně Edwards v (Kalifornii – Mohavská poušť)
Potřetí letěl s raketoplánem na jaře roku 1996. Jednalo se o misi STS-77 (COSPAR 1996-032A) s šestičlennou mezinárodní posádkou, která odstartovala z kosmodromu Mysu Canaveral na Floridě. Na palubě měli vědeckou laboratoř Spacelab a během mise vypustili na oběžnou dráhu družici Spartan 207-IAE, kterou později zas zachytili a odvezli zpátky na Zem. Vypustili pak družici další PAMS-STU, která na oběžné dráze zůstala. Přistáli po 10 dnech letu na Floridě.
Čtvrtý let absolvoval jako člen Expedice 4. Na mezinárodní stanici ISS odletěl v prosinci 2002 v raketoplánu Endeavour (STS-108, COSPAR 2002-028A). Na palubě bylo sedm astronautů, tři z nich na stanici zůstali. Na stanici dovezli zásobovací modul Raffaello. Raketoplán pak odvezl členy předchozí Expedice 3 zpátky na Zem, Bursch zůstal ve službě, spolu s ním Rus Jurij Onufrienko a Carl Walz. Během půlročního pobytu přijali dvě zásobovací lodě Progress M1, raketoplán STS-110 a Sojuz TM-34. V červnu 2002 je na oběžné dráze vystřídali kolegové z Expedice 5, Daniel Bursch se vrátil s raketoplánem Endeavour v misi označené STS-111 domů.

## Lety v kostce
- STS-51 Discovery – start 12. září 1993, přistání 22. září 1993
- STS-68 Endeavour – start 30. září 1994, přistání 11. říjen 1994
- STS-77 Endeavour – start 19. květen 1996, přistání 29. květen 1996
- STS-108, ISS, STS-111 Endeavour – start 5. prosinec 2001, 19. červen 2002